# Mehdi Slamani
Pas d'image ? Cliquez ici

a Compétitions nationales et continentales officielles uniquement.

b Matchs officiels uniquement.
Dernière mise à jour le 19 juillet 2025.
Mehdi Slamani (en arabe : مهدي سلاماني), né le 19 décembre 2001, est un joueur international algérien de rugby à XV qui évolue au poste de deuxième ligne au sein de l'effectif du Stade aurillacois en Pro D2. Il mesure 1,98 m pour 131 kg.

## Biographie

### Carrière en club
Mehdi Slamani né le 19 décembre 2001, s'initie au rugby au sein de l’équipe de Terres de France à Tremblay-en-France, en région parisienne, de 2010 à 2021.
Il est repéré par le staff du Stade aurillacois sur la pelouse de l’équipe de Terres de France, lors de la saison 2019-2020 à l'occasion d'un match en série régionale. Mehdi Slamani, fait le choix du tutorat avec le Stade français. Un choix qui s’avère compliqué sur le plan logistique. Il revient donc au sein de l’équipe de Terres de France.
En janvier 2021, il rejoint le Stade aurillacois sous la houlette d’Arnaud Lasdica, coordinateur des équipes jeunes du club. Mehdi passe de la division d'honneur à la poule espoir élite. A force de travail et d’implication, il devient le vice-capitaine du groupe espoir et intègre le Centre de Formation. En février 2022, il signe un contra espoirs d’une durée de deux ans. À l'issue de la saison 2021-2022, il devient champion de France avec les espoirs,.
Le 1er juillet 2022, il participe avec le groupe pro à la reprise de l’entraînement en tant que deuxième ligne. Il fait ses débuts avec les professionnels lors d'un match amical de près-saison contre Nevers Rugby.
Victoire des rouges et bleus 39 à 27.
Le 17 mars 2023, il joue son premier match officiel en professionnel lors du match de Pro D2 face au Colomiers rugby.
En mars 2024, après quinze matchs joués en professionnel, Mehdi Slamani prolonge avec le club cantalous et s’engage pour quatre saisons (une en centre de formation + trois en professionnel).

### Carrière internationale
Mehdi Slamani est appelé pour la première fois en sélection algérienne à l'intersaison 2022, afin de disputer la phase finale de la Coupe d'Afrique, faisant office de tournoi qualificatif de la zone Afrique pour la Coupe du monde 2023.
Il a honoré sa première cape internationale avec l'équipe d'Algérie le 6 juillet 2022 lors de la demi-finale contre le Kenya, défaite 36 à 33,,.
Le 10 juillet 2022, il joue contre le Zimbabwe pour le match pour la troisième place, victoire 20 à 12,.
Pour sa première participation à la Coupe d'Afrique, l'Algérie termine troisième.

## Statistiques

### En club
| Saison                  | Club                    | Championnat             | Championnat | Championnat | Championnat | Coupe d'Europe                                       | Coupe d'Europe                                       | Coupe d'Europe                                       | Coupe d'Europe                                       |
| Saison                  | Club                    | Compétition             | Matchs      | Points      | Essais      | Compétition                                          | Matchs                                               | Points                                               | Essais                                               |
| ----------------------- | ----------------------- | ----------------------- | ----------- | ----------- | ----------- | ---------------------------------------------------- | ---------------------------------------------------- | ---------------------------------------------------- | ---------------------------------------------------- |
| 2022-2023               | Stade aurillacois       | Pro D2                  | 4           | 5           | 1           | Pas de qualification pour les compétitions de l'EPCR | Pas de qualification pour les compétitions de l'EPCR | Pas de qualification pour les compétitions de l'EPCR | Pas de qualification pour les compétitions de l'EPCR |
| 2023-2024               | Stade aurillacois       | Pro D2                  | 11          | 5           | 1           | Pas de qualification pour les compétitions de l'EPCR | Pas de qualification pour les compétitions de l'EPCR | Pas de qualification pour les compétitions de l'EPCR | Pas de qualification pour les compétitions de l'EPCR |
| 2024-2025               | Stade aurillacois       | Pro D2                  | 23          | 20          | 4           | Pas de qualification pour les compétitions de l'EPCR | Pas de qualification pour les compétitions de l'EPCR | Pas de qualification pour les compétitions de l'EPCR | Pas de qualification pour les compétitions de l'EPCR |
| Total Stade aurillacois | Total Stade aurillacois | Total Stade aurillacois | 38          | 30          | 6           |                                                      |                                                      |                                                      |                                                      |

### Avec le XV d'Algérie
Mehdi Slamani compte 7 cape en équipe d'Algérie depuis 2022.
- Sélections par année : 2 en 2022, 3 en 2024 et 2 en 2025.

## Palmarès

### En club
- Champion de France espoir en 2022 avec le Stade aurillacois.